# Belaroeskaja Tsjyhoenka

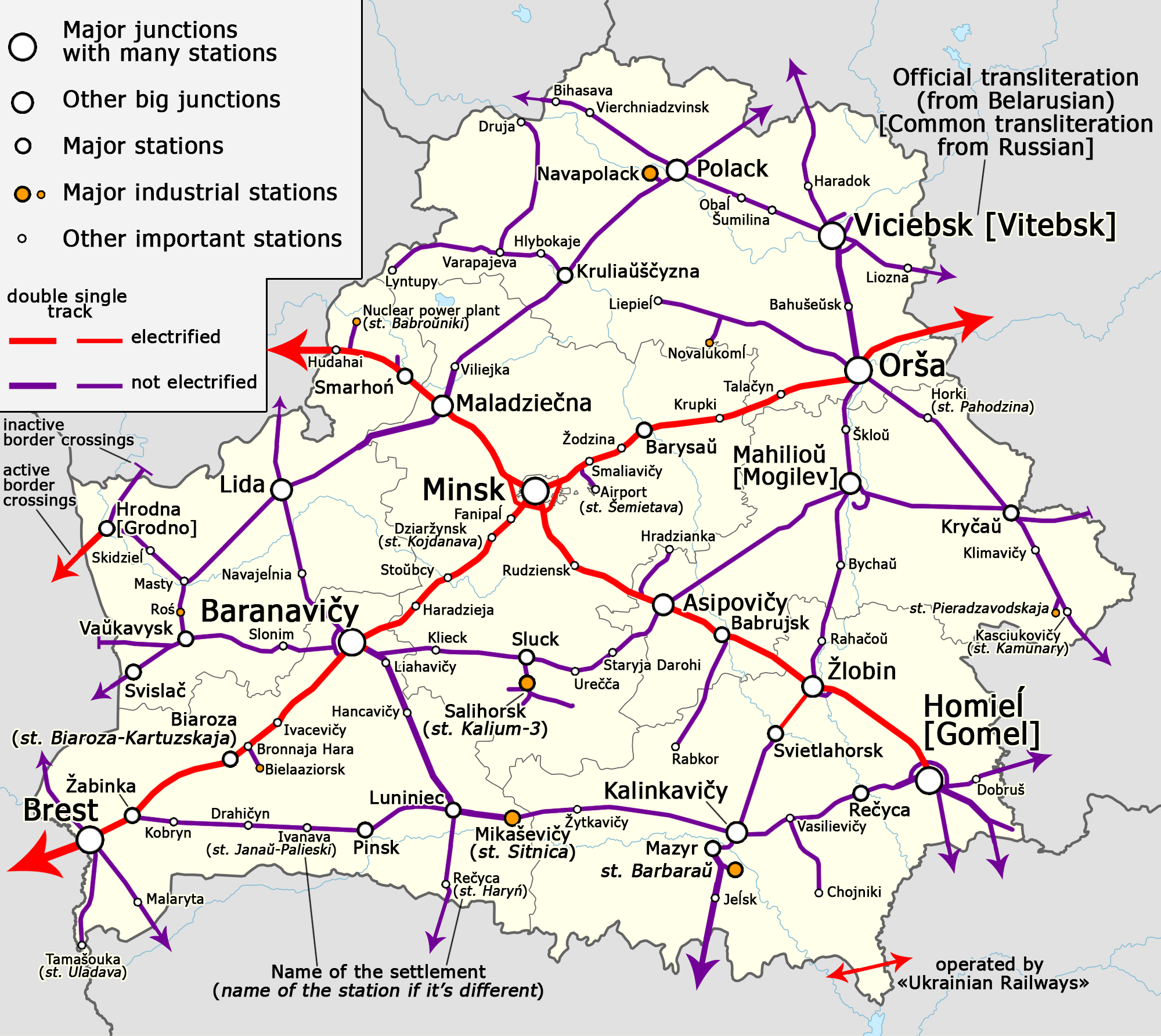
Spoorwegenkaart van Wit-Rusland

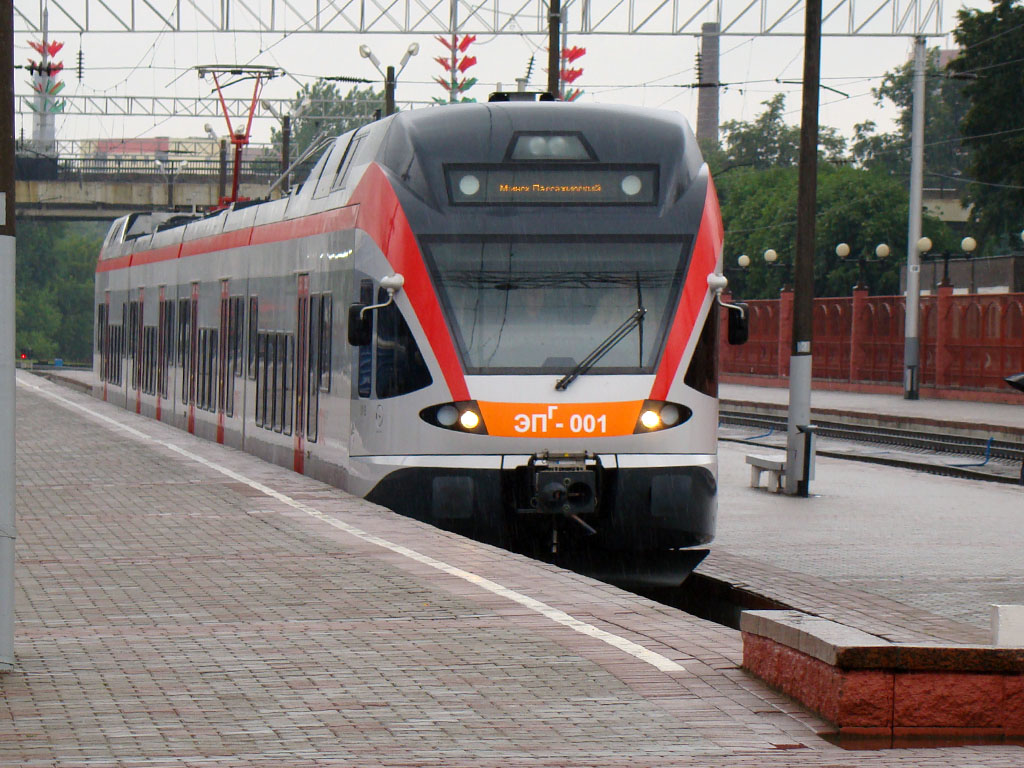
Stadler FLIRT in Minsk

Belaroeskaja Tsjyhoenka (Wit-Russisch: Беларуская Чыгунка, Wit-Russische Spoorwegen, afgekort БЧ of BTsj) is de nationale spoorwegmaatschappij van Wit-Rusland in handen van de staat. 
De maatschappij werd in 1992 na het uiteenvallen van de Sovjet-Unie opgericht als opvolger van Sovetskie Zjeleznje Dorogi in Wit-Rusland. De maatschappij exploiteert een spoorwegnet van 5.491 km in Russisch breedspoor (1.520 mm). Het belangrijkste station is Minsk Passazjirsky, het centrale station van de hoofdstad.